# Paris Countdown
Paris Countdown (Le jour attendra) è un film del 2013 diretto da Edgar Marie.

## Trama
Milan e Victor, ormai due individui di mezza età, si conoscono dall’infanzia. Già comproprietari di un locale notturno a Parigi che non rendeva a sufficienza, per superare le gravi difficoltà finanziarie avevano accettato di prelevare una partita di droga in Messico da Serki, un trafficante noto come pericoloso psicopatico. Arrestati e malmenati dalla polizia messicana, i due avevano barattato la loro libertà in cambio della testimonianza contro Serki in un processo. Serki è stato condannato; ma sei anni dopo viene liberato e ritorna in Francia deciso a vendicarsi. Le rimanenti vicende del film si svolgono nell'arco di una sola notte, durante la quale i due vecchi amici, i quali dopo la disavventura messicana avevano interrotto ogni rapporto e non si erano più frequentati, cercano di sfuggire alla vendetta di Serki e degli complici di quest’ultimo. Serki, determinato a rintracciare i due, per avere informazioni non esita a compiere violenze verso i loro familiari.

## Critica
Paris Countdown è il primo lungometraggio diretto da Edgar Marie, noto prima di allora come sceneggiatore e autore di cortometraggi. Il film ha ricevuto in Francia recensioni generalmente negative (1,8/5 e 2,3/5 su AlloCiné)